# 孙冶方故居
31°42′24″N 120°09′49″E / 31.70655°N 120.16350°E
孙冶方故居是位于无锡市惠山区玉祁街道礼社村中街的一座近代建筑，是经济学家孙冶方之祖居。孙冶方（原名薛萼果）出生在玉祁而非礼社，不过孙的祖父薛自修世居礼社，为避太平天国之乱才携子逃到江北，回乡后祖屋破坏，只好避居玉祁。玉祁的薛家世居在1937年日本侵华时被毁。
故居是一座坐北朝南的临街建筑，砖木结构，一共五进，面阔三间，总面积500多平方米。原有几条中轴线，现仅有主轴留存，每进间有院子或天井分隔。最后两进为迴楼。为典型的传统江南风格。
2006年6月，该故居被选为江苏省文物保护单位。现辟为孙冶方纪念馆，2008年10月24日开放。